# Râul Făget, Rebra
Râul Făget este un curs de apă, afluent al râului Rebra. 